# オールドメディア
オールドメディア（英語: Old media）は、メディアの種類を表す言葉。対義語はニューメディア。

## 概要
旧来から存在する報道媒体のことをいう。近年では、特にインターネット媒体に対する新聞、雑誌、テレビやラジオなどを指すことが多い。
インターネットの普及と共にSNSを中心としたニューメディアが伸び、既存のマスコミュニケーションは、新聞離れ・テレビ離れ、広告費の減少だけでなく、世論形成の影響力低下が叫ばれている。

日本では2024年がオールドメディアへの不信が噴出する年となった。2024年に行われた選挙での石丸伸二や斎藤元彦への注目は、SNSの力で世論を動かして、選挙結果までも左右するほどの影響力を持つまでに至ったということが示された。日本ではこのようなことは過去には見られていなかった。双方向なSNSに対し、一方通行が基本の新聞やテレビなどのオールドメディアへの不信感は、旧来の偏向報道批判を一層強固にした。また、同時期にアメリカ大統領選挙でドナルド・トランプが2回目の出馬を宣言すると、本人や支持者によるSNS上での過激な発信が日本の一部にも影響を与えた。